# Callogorgia indica
Callogorgia indica is een zachte koraalsoort uit de familie Primnoidae. De koraalsoort komt uit het geslacht Callogorgia. Callogorgia indica werd in 1906 voor het eerst wetenschappelijk beschreven door Versluys. 